# Freddy Skouma
Freddy Skouma est un boxeur franco marocain né le 28 août 1958 à Casablanca. 

## Carrière
Passé professionnel en 1981, il devient champion de France des poids super-welters en 1983 puis échoue en championnat d'Europe l'année suivante face à Jimmy Cable. 
De nouveau champion de France en 1985, il remporte à sa deuxième tentative le titre européen EBU aux dépens du boxeur suisse Enrico Scacchia le 30 novembre 1985 par KO dans le 5e round. Il conserve deux fois sa ceinture puis affronte le 25 octobre 1986 Mike McCallum, le champion du monde des super-welters WBA. Skouma est arrêté par l'arbitre dans la 9e reprise.
Malgré cette défaite, Freddy Skouma obtient une seconde chance mondiale en affrontant Buster Drayton, le champion IBF de la catégorie. Le combat a lieu à Cannes le 27 mars 1987 mais il doit une nouvelle fois s'incliner avant la limite (défaite au 10e round). 
De nouveau éphémère champion d'Europe des super-welters en 1991, il met un terme à sa carrière en 1993. 
Il publiera en 2001 aux éditions Pauvert le livre Le corps du boxeur retraçant son parcours dans l'univers de la boxe.